# Klingsor
Klingsor von Ungerlant este un personaj misterios legendar din literatura medievală germană, echivalentul vrăjitorului Merlin din literatura medievală engleză. O serie de autori (Spangenberg, Wagenseil, Morhof ș. a.) se referă la el ca la un personal istoric.

## Istorie
În Codex Manesse⁠(en)[traduceți], culegere de cântece de la începutul secolului al XIV-lea, este unul din protagoniștii concursului de trubaduri din Wartburg (Turingia), care a avut loc în anul 1206, ocazie cu care a prevestit nașterea sfintei Elisabeta de Turingia în Casa Arpadiană.
În pofida detaliului că ar fi fost castrat, compozitorul Richard Wagner i-a atribuit lui Klingsor rolul de bas în opera Parsifal, la sfârșitul secolului al XIX-lea.
În povestirea „Dragostea din butelcă” de Antal Szerb, el este gazda lui Sir Lancelot din ciclul „Cavalerii Mesei Rotunde” și intervine în relația cavalerului cu regina Guinevere, soția regelui Arthur.